# 툴레인

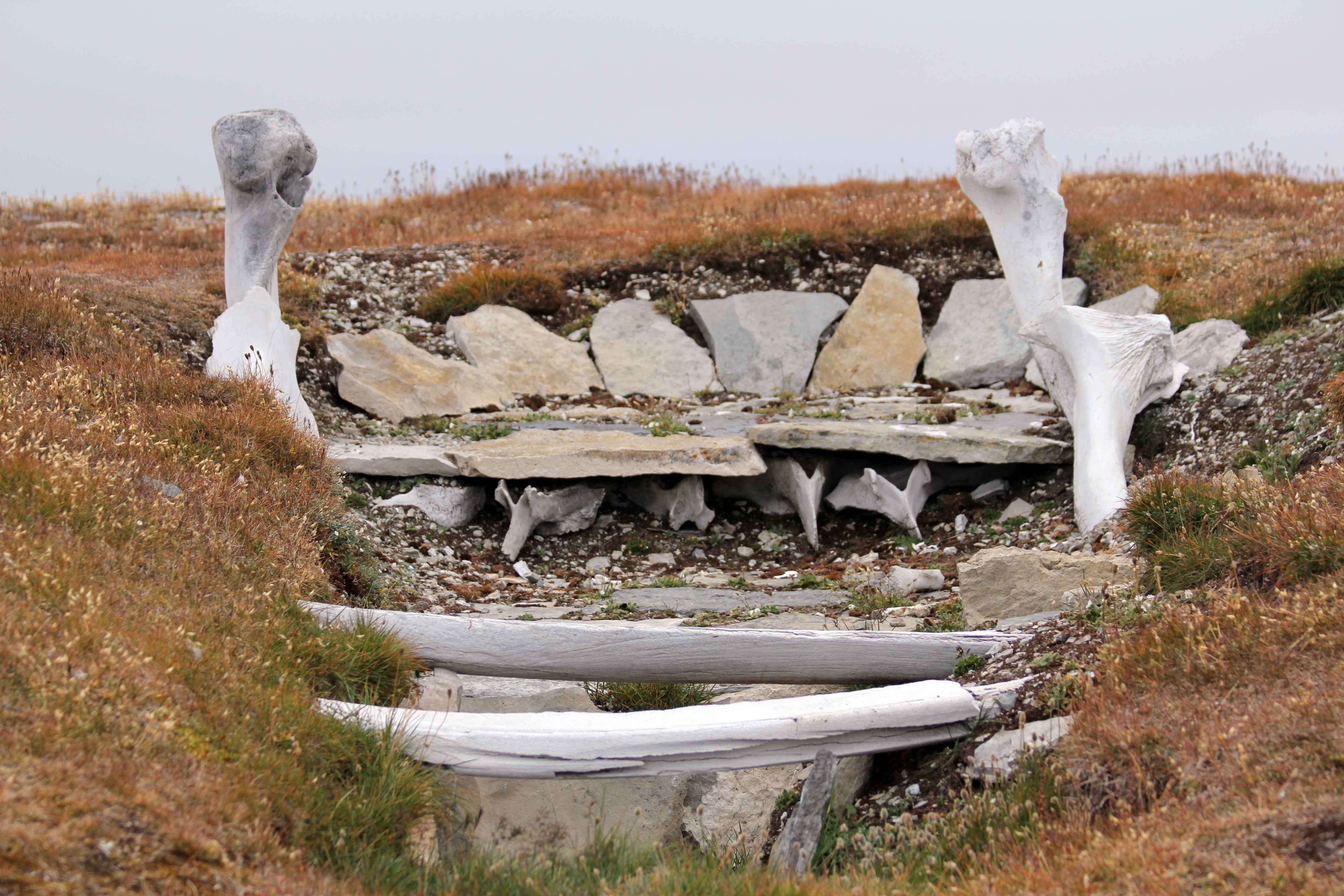
툴레인은 고래의 뼈를 이용해 집을 지었다.

툴레인(Thule people)은 오늘날의 이누이트들의 조상 민족이다. 알래스카에서 발원하여 동진을 계속, 기원후 1000년이 되면 오늘날의 캐나다 영토를 가로질러 대서양에 닿았고, 13세기에는 그린란드에 도달했다. 이 과정에서 캐나다에 먼저 살고 있던 도르셋인을 대체했다. 툴레 전통은 기원전 200년경에서 기원후 1600년경 사이에 베링 해협을 주위로 지속되었다. 툴레인이라는 이름은 이들의 흔적이 처음 발견된 곳이 그린란드 서북해안의 툴레였기 때문에 붙었다.
여러 증거는 툴레인들이 11세기에 캐나다 동해안에 도달한 노르드인 바이킹들과 접촉했음을 지지한다(도르셋인 역시 노르드인과의 접촉설이 지지를 받지만 툴레인만큼 명확하지는 않다.). 바이킹들의 문헌에서는 툴레인을 스크렐링기라고 부르고 있다. 이후 툴레인 일부는 남하를 시작하여 13세기 또는 14세기에 오늘날의 중앙이누이트들의 거주지역을 점유했고, 15세기가 되면 도르셋 문화를 완전히 대체하게 된다. 17세기에서 19세기 사이의 소빙기에 툴레인들 사이의 연락체계가 파괴되고, 파편화된 툴레인들은 오늘날 에스키모라고도 불리는 이누이트가 되어 고립된 생활을 하다가 18세기부터 유럽인과의 접촉을 시작하게 되었다.

## 같이 보기
- [[삭카크 문화]